# Cueva del Realillo
La cueva del Realillo es un abrigo con representaciones rupestres localizado en el término municipal de Tarifa, provincia de Cádiz (España). Pertenece al conjunto de yacimientos rupestres denominado Arte sureño, muy relacionado con el arte rupestre del arco mediterráneo de la península ibérica. 
Este abrigo fue localizado por Mario Arias en 1987 y estudiada y publicada por primera vez unos años después por el historiador alemán Uwe Topper. Se encuentra localizada en el cortijo del Realillo de Bolonia cerca del yacimiento de la Silla del Papa, un poblado ocupado desde la Edad de Bronce hasta época visigótica. De difícil acceso el abrigo tiene 5 metros de longitud, 4 metros de altura y 3 de profundidad.
La única pintura presente es un antropomorfo sobre un pedestal, muy estilizado, de 20 centímetros de altura y realizado en pintura roja oscura que se encuentra a 1.5 metros del suelo. Según Topper el estilo y la pigmentación de la pintura la datan en la Edad del Hierro.